# برك سليمان

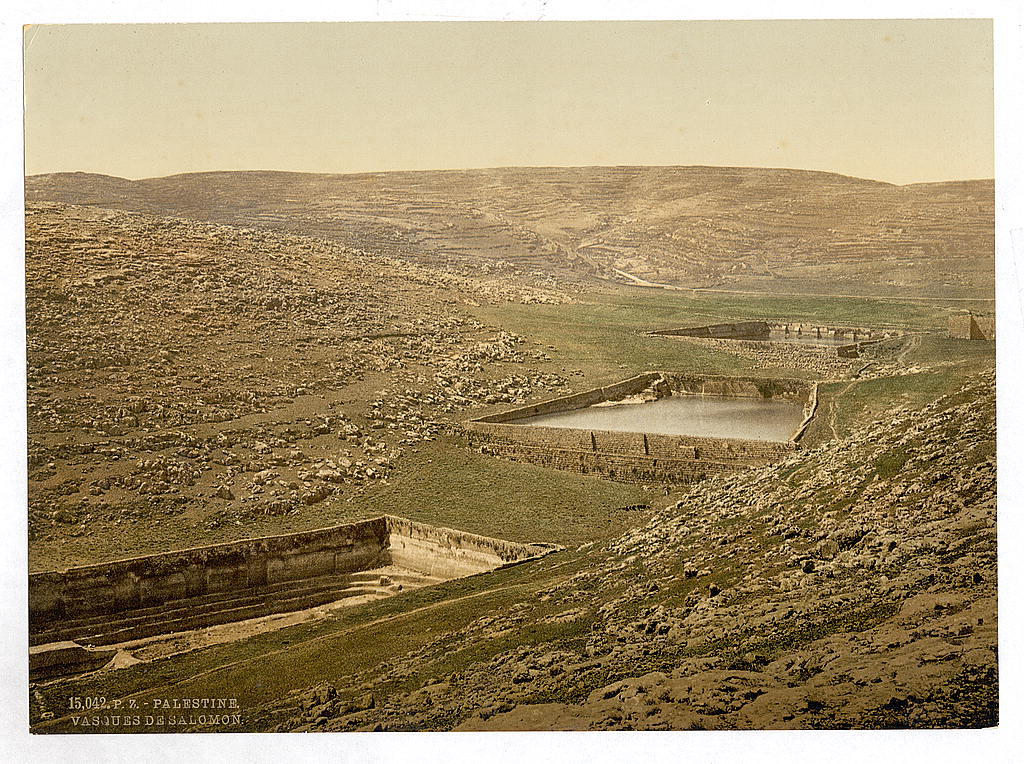
برك سليمان ، الصورة ملتقطة للفترة ما بين 1890 إلى 1905

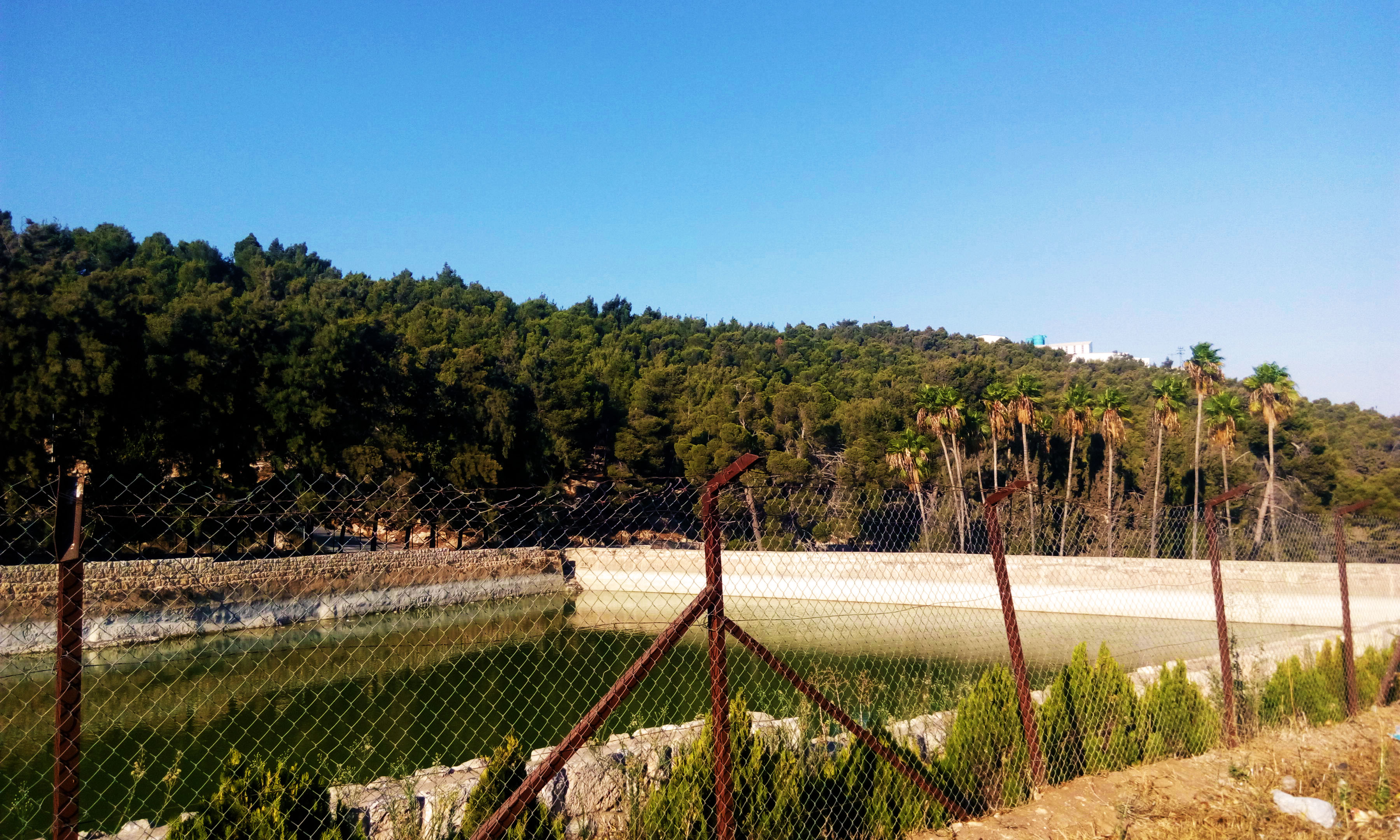
إحدى بُرك سليمان في مدينة بيت لحم، الصُورة مُلتقطة عام 2015

برك السلطان سليمان القانوني هي ثلاث برك ماء، انشأهم السلطان العثماني سليمان القانوني في قرية ارطاس جنوب مدينة بيت لحم في سنة 943هـ، وتتسع البرك لحوالي 250.000 متر مكعب من المياه. ويوجد بالمنطقة المحاطة بهم ثلاثة أعين ماء تصب بهذه البرك، وتعتبر مياه البرك في السابق من أهم مصادر المياه لمدينتي بيت لحم والقدس.

## وصف البرك
عدد البرك ثلاثة، وتتسع إلى حوالي 160,000 مترٍ مكعبٍ من الماء، وتبعد كل بركة عن الأخرى مسافة 45 متر من الغرب إلى الشرق،ويبلغ ارتفاع كل منها حوالي 6 أمتار ما يعادل 20 قدمًا، وهي مستطيلة أو شبه منحرفة الشكل، محفورة جزئيًا في الصخر ومبنية جزئيًا، ويتراوح طولها بين 118 و179 مترًا ما يعادل 387 و587 قدمًا، وعمقها من 8 إلى 23 مترًا ما يعادل 75 و26 قدمًا، وتبلغ سعتها الإجمالية أكثر من ربع مليون متر مكعب ما يعادل حوالي 290 ألف متر أو75 مليون جالون أمريكي. ويوجد بالمنطقة المحاطة بهم ثلاثُ أعين ماء تصبُّ بهذه البرك،وكذلك بمياه الأمطار التي تنحدر من التلال، كانت البرك بمثابة منشأة للتخزين والتوزيع، وتنقُلُ مياهَ برك سليمان إلى القدس قناتان ترفدُهما مجموعةٌ من الينابيع، كما تتصل قنوات هذه البرك ببرك أخرى، كبركة العروب قرب الخليلِ، وبركة بنت السلطان، وتصب فيها مياهُ عينِ أرطاس القريبة من جبل الفردوس.
يتم وضع البرك بحيث يمكن للمياه من البركة المرتفعة أن تتدفق إلى البركة السفلية المجاورة لها عند ضخ المياه منها، عن طريق قناة، تدفقت المياه أولاً إلى بيت لحم ثم مرت عبر قناة تحت الأرض ووصلت أخيرًا إلى القدس. من البرك إلى بيت لحم، يبلغ متوسط الانخفاض حوالي 35 سم لكل 270 مترًا، أما من بيت لحم إلى القدس فيبلغ المتوسط 35 سم فقط لكل 1700 متر، ويبلغ طول القناة الموجودة حوالي 2350 مترًا وانحدار المنحدر حوالي 11 مترًا، أي انخفاض أقل من 85 سم لكل 1600 متر. في العصور القديمة، كانت هذه القناة المعروفة عمومًا باسم القناة السفلية، تعبر وادي هنوم فوق بركة السلطان بقليل، وتمر عبر عدد من الأقواس المدببة البارزة قليلاً عن الأرض، بعد ذلك استمرت القناة في التعرج على المنحدر الجنوبي لجبل صهيون، ودخلت المدينة بالقرب من الحي اليهودي الحالي في البلدة القديمة، ثم امتد على طول الجانب الشرقي من ذلك التل، وكان مدعومًا جزئيًا بالأعمال الحجرية، بينما كان يمر في أجزاء أخرى عبر قناة منحوتة من الصخر، حتى اتجه فجأة شرقًا، ومرر على طول السد وما يعرف الآن بقوس ويلسون، ومن هناك دخل إلى فناء جبل الهيكل عند باب السلسلة.
حُفر قسم من هذه البرك في الصخر الصلب، وشُيد القسم الآخر بحجارة كبيرة مقصورة بالملاط (خليط الشيد مع الرمل). وتحيط بهذه البرك أشجار السرو والصنوبر، إذ كان يتوجه إليها الكثيرون من أهالي المنطقة، أو رحلات مدرسية للتنزه في الهواء الطلق، والاستمتاع بالمناظر الطبيعية الخلابة.

###### البركة الاولى
يبلغ طولها 116 مترًا، وعرضها في قاعها 71 مترًا وفي أعلاها 70 مترًا، وعمقها ثمانية أمتار، ونحت الجزء الأكبر منها في الصخر.

###### البركة الثانية
طولها 129 مترًا، وعرضُها في قاعها 76 مترًا وفي أعلاها 50 مترًا، وعمقُها 12 متراً، وينخفض مستواها ستةَ أمتارٍ عن الأولى.

###### البركة الثاثلة
يصل طول البركة الثالثة إلى 177 مترًا، وينخفض سطحها عن الثانية ستة أمتار.

## التاريخ
بنيت هذه البرك لتجميع مياه الأمطار ونقلها إلى بيت لحم والقدس، وخاصة لتوصيل المياه إلى المسجد الأقصى، واستمرت حتى أوائل عهد الانتداب البريطاني إذ استبدلت القناة الفخارية بقناة ومضخة من المعدن عام عام 1919.
وفي عام 1622م، قام السلطان مراد الرابع ببناء قلعة مقابل برك سليمان، وذلك بسبب تعمد اللصوص وقطاع الطرق تخريبَ قنوات المياه التي كانت توصل مياه الشرب إلى بيت لحم والقدس. فتمركزت في القلعة حامية عسكرية، وسير دورية على طول الطريق حتى عين العروب، وعيون واد البيار. واحتوت على عدد من الغرف لمبيت الجنود، ومسجد للصلاة، وأربعة أبراج على الزوايا الأربع، ويوجد بجانبها من الجهة الجنوبية نبع ماء صغير يسمى رأس العين. ربما تم بناء مجمع الخزانات وقنوات المياه على يد هيرودس الكبير أو حاكم سابق للحشمونائيم، وكانت الحفريات المستطيلة الأصلية عبارة عن محاجر حجرية.

## وضع البرك الحالي
في عام 1997 وبسبب غرق كثير من الناس فيها تم تجفيف البرك، وهجرت وأصبحت مكباً للنفايات، ولكن في السنوات الأخيرة أعيد إحياء المنطقة، ونظفت البرك وأصبحت مكاناً سياحياً.